# Gustawów (gmina Fałków)
Gustawów – wieś sołecka w Polsce położona w województwie świętokrzyskim, w powiecie koneckim, w gminie Fałków.
W latach 1975–1998 miejscowość należała administracyjnie do województwa piotrkowskiego.
W 2011 miejscowość zamieszkiwały 124 osoby.
Wierni Kościoła rzymskokatolickiego należą do parafii Nawiedzenia Najświętszej Maryi Panny i św. Mikołaja w Czermnie.

## Historia
W wieku XIX folwark w dobrach Końskie gminie Duraczów parafii Odrowąż. W roku 1881 folwark posiadał 24 domy i 103 mieszkańców. Ziemi 696 mórg.